# Jomo Kenyatta
Jomo Kenyatta (1894 - 22 tháng 8 năm 1978) là thủ tướng đầu tiên (1963-1964), Tổng thống đầu tiên (1964-1978) của Kenya. Ông được coi là quốc phụ của đất nước Kenya.
Ở Kenya, sân bay của Nairobi sân bay quốc tế Jomo Kenyatta, Trung tâm hội nghị quốc tế Kenyatta, đường phố chính ở Nairobi và đường phố chính trong nhiều thành phố và thị xã Kenya, nhiều trường trung học, 2 trường đại học (Đại học Kenyatta và Đại học Nông nghiệp và Công nghệ Jomo Kenyatta), bệnh viện chuyên khoa chính, chợ các khu nhà được mang tên ông. Một bức tượng ở Nairobi trung tâm thành phố và di tích trên khắp Kenya vinh danh ông. Kenya đã có một ngày nghỉ lễ, ngày nghỉ mỗi ngày 20 tháng 10 để vinh danh ông cho đến khi hiến pháp 2010 bãi bỏ ngày Kenyatta và thay thế nó bằng ngày Mashujaa (anh hùng). Kenyatta xuất hiện trên mặt shilling Kenya các mệnh giá, nhưng điều này sẽ thay đổi do bản hiến pháp mới cấm sử dụng chân dung của bất kỳ người nào trên tiền tệ của Kenya.